# Бранислав Страњаковић
Бранислав Страњаковић (псеудоним: Бранко Лазић; Ужице, 4. март 1923 — Париз, 1998) је био српски и југословенски доктор наука, припадник Југословенске војске у Отаџбини и политички емигрант.

## Биографија
Рођен је 4. марта 1923. године у Ужицу, као син Јована Страњаковића и Наталије Лазић. Његови рођени стричеви су били др Драгослав Страњаковић, историчар, професор Београдског универзитета, потпредседник Српског културног клуба и члан Централног националног комитета, и прота Добривоје Страњаковић,
Био је најпре илегалац у Београду, а затим делегат Уједињене демократске омладине Југославије у Врховној команди Југословенске војске у Отаџбини. Још током рата је објавио књигу „У слободним српским планинама”.
Након рата је отишао у емиграцију и докторирао у Женеви. У емиграцији је објавио и књигу „Титов покрет и режим 1941−1946” под псеудонимом Бранко Лазић (Бранко као надимак од Бранислав, а Лазић по девојачком презимену своје мајке Наталије).

## Дела
- У слободним српским планинама, 1944;
- Титов покрет и режим 1941−1946;
- Биографски речник Коминтерне, коауторство са Милорадом М. Драшковићем.